# Cuenca del río Cancosa
La cuenca del río Cancosa es el espacio natural comprendido por la cuenca hidrográfica del río Cancosa que desagua en el salar de Coipasa que pertenece a su vez al Sistema endorreico Titicaca-Desaguadero-Poopó-Salar de Coipasa.
La cuenca del río Cancosa es una cuenca binacional compartida por Bolivia y Chile. Comprende un área de 1445 km² de los cuales un 54% (772 km²) se desarrollan en Chile. Su territorio boliviano está dividido entre la cuenca superior del río Sacaya y la desembocadura del río Cancosa, con un total de 673 km² que representan un 46% de la superficie total de la cuenca.: 114 
Geológicamente el área de esta cuenca está formada por rocas riolíticas del Terciario, sobre las que se superponen rocas de carácter andesítico-basáltico provenientes de los volcanes cuaternarios de la Puna.
La calidad del agua del río Ocacucho es reconocidamente buena, pero las aguas del río Sacaya contienen sales y sodios que deterioran las del río Cancosa.: 116 

## Sistema endorreico Titicaca-Desaguadero-Poopó-Salar de Coipasa
Esta cuenca pertenece al Sistema TDPS, una cuenca interior de América del Sur que recoge las aguas del Lago Titicaca, las lleva por el Río Desaguadero hasta el Lago Poopó para, en los tiempos de abundancia de lluvia, llevarlas al Lago Coipasa por medio del río Laca Jahuira. 
Por el lado chileno, existen 9 subcuencas divididas en 16 subsubcuencas de ese sistema que están reunidas en el registro Categoría:Cuenca altiplánicas de Chile (010) del inventario de cuencas de Chile que las reúne bajo el número 010.
- En el extremo norte, las subcuencas 01000 y 01010 de los ríos Caquena (o Cosapilla), Uchusuma y otros, las llevan primero al río Mauri que las entrega al río Desaguadero desde donde llegan al Lago Poopó y luego al Lago Coipasa, por el lado este.
- Las subcuencas 01020 y 01021 del río Lauca, que lleva las aguas de las Lagunas de Cotacotani directamente al extremo norte del Lago Coipasa.
- Más al sur, las subcuencas de los ríos Isluga o Sitani (01041), Todos Santos o Sibaya (01040), el Cariquima o Grande (01042 y 01043) y el río Cancosa (río Sacaya y Ocachucho) (01044) también las entregan, cada uno de ellos directamente, al Lago Coipasa, pero por su lado oeste.

## Clima

der

De acuerdo con los datos recopilados por la Universidad Técnica de Dresde y según la clasificación climática de Köppen, la localidad de Cancosa tiene un clima de tundra, con 66 mm de precipitaciones anuales y 6,2 °C de temperatura promedio anual. Se puede apreciar en el diagrama el efecto del invierno altiplánico con sus lluvias durante el verano del hemisferio austral.
Los diagramas Walter Lieth muestran con un área azul los periodos en que las precipitaciones sobrepasan la cantidad de agua que el calor del sol evapora en el mismo lapso de tiempo, (un promedio de 10 °C mensuales evaporan 20 mm de agua caída) dejando un clima húmedo. Por el contrario, las zonas amarillas indican que durante ese tiempo el agua caída puede ser evaporada por el calor del sol.

## Actividades económicas
Ambos países han considerado la posibilidad de desviar aguas para mejor aprovechamiento de ellas. En 1918 en Chile se pensó en desviar las del río Ocacucho,: 116  y en Bolivia las del río Sacaya.
En los primeros días de mayo de 2017, el alcalde de la localidad boliviana de Tahua denunció que chilenos colectaban el agua del río Sacaya y negociaban su comercialización entre las empresas mineras que operan en Chile. Este hecho tiene algunas similitudes con la disputa por el manantial Silala, diferendo que enfrenta a ambos países y que fue llevado a dirimir ante la Corte Internacional de Justicia (CIJ). El 25 de noviembre de 2017, una comisión integrada por representantes de la asamblea legislativa departamental de Potosí, junto a equipo técnico de la institución, al alcalde de Llica y a concejales, visitó el área donde fluye este manantial. Según lo que luego informaron, las aguas salen del territorio boliviano con buena calidad y cruzan al de Chile, regresando nuevamente a Bolivia, aunque solo una fracción del total y la que llega lo hace en baja calidad, ya que a su paso por Chile el curso atravesaría terrenos con elementos químicos que dañan la calidad del líquido. Por esta razón impulsan el proyecto del gobierno autónomo del departamento de Potosí, que tiene como objetivo el aprovechamiento de las mismas antes de que pasen hacia Chile. Para cumplirlo se decidió conformar una comisión técnica para analizar la situación de las aguas y definir las distintas alternativas para la utilización del recurso, comprometiéndose los integrantes de la asamblea legislativa departamental a promulgar una ley que autorice los recursos económicos necesarios para la concreción del proyecto. La población que habita en la parte boliviana del Sacaya pidió que el caudal sea conducido hacia comunidades del municipio de Llica, para que sea destinada al consumo humano, bebida del ganado y para el riego de una amplia superficie, apta para el cultivo de quinua, por lo que esperan para ello el apoyo de los gobiernos nacional y departamental. La comunidad de Playa Verde, situada a 1000 m del río Sacaya, es una de las que podría utilizar esas aguas para riego y agua potable.